# Svealand

Svealand là khu vực lõi lịch sử của Thụy Điển. Khu vực này nằm ở phía nam miền trung Thụy Điển và là một trong ba miền của Thụy Điển, bao quanh phía bắc Norrland phía nam bởi Götaland. Rừng sâu, Tiveden, Tylöskog, Kolmården, tách Svealand từ Götaland. Trong lịch sử, cư dân của nó được gọi là Svear, trong một phiên bản tiếng Anh là Swea.
Svealand bao gồm vùng thủ phủ Mälardalen ở phía đông, Roslagen phía đông bắc, khai thác Bergslagen huyện cũ ở trung tâm, và Dalarna và Värmland ở phía tây.
Tên cũ của Thụy Điển ở Thụy Điển, Svea RIKE (chính tả hiện đại: Sverige) hoặc "Vương quốc Thụy Điển", "khu vực Swea", ban đầu chỉ được gọi Svealand. Các hình thức khác được Sweoðeod (tiếng Bắc Âu cổ / Svíþjóð tiếng Iceland), và Sweorice. Khi các khu vực của các vị vua Thụy Điển phát triển, Svealand tên bắt đầu được sử dụng để tách các vùng lãnh thổ ban đầu từ mới.